# Mélykút (Bács-Kiskun vármegye)
Mélykút (horvátul: Miljkut) város Bács-Kiskun vármegye Jánoshalmai járásában.

## Fekvése
A Bácskai-síkvidéken helyezkedik el, Jánoshalmától 10, Bácsalmástól 13, Kiskunhalastól 33, Bajától 36, Szabadkától 39 kilométerre.
A közvetlenül határos települések: északkelet felől Kisszállás, kelet felől Tompa, délkelet felől Csikéria, dél felől Bácsszőlős, délnyugat felől Bácsalmás, nyugat felől Tataháza, északnyugat felől pedig Jánoshalma.
Határában folyik a Kígyós-főcsatorna.

### Megközelítése
Legfontosabb közúti megközelítési útvonala a Szegedet Bajával összekötő 55-ös főút , mely keresztülhúzódik a központján; ezen érhető el a legegyszerűbben a két végponti város felől. Kalocsa-Jánoshalma irányából az 5312-es úton közelíthető meg, Tompával az 5501-es, majd az 5502-es út köti össze.
A hazai vasútvonalak közül a települést a Bátaszék–Kiskunhalas-vasútvonal érinti, melynek egy megállási pontja van itt. Mélykút vasútállomás a belterület nyugati részén helyezkedik el, közvetlenül az 55-ös főút vasúti keresztezése mellett.

## Eredetmonda
A város eredetmondája szerint ezen a vidéken valamikor erdők voltak. Az erdőben szarvasok, őzek éltek. A vadászok a szarvasok nyomát követve jutottak el a mai város közepére, ahol egy mély, jó vizű kútra bukkantak. Az itt alapított települést a kútról nevezték el.
A mondának alapját igazolja, hogy a város központjában valóban található egy bővízű forrás, amelyre később fürdőt építettek.

## Története
Mélykút az 1572-es kamarai összeírásban szerepel először. A török kiűzése utáni első ismert összeírás 1699-ben bemutatja, hogy a községet 21 adófizető polgár és 5 fiú lakja. A lakosság inkább állattenyésztő mint földművelő. E kis létszámú település a Rákóczi szabadságharc idején újra elnéptelenedett. A XVIII. század második évtizedében új letelepülők jöttek a történelmi Magyarország északi, keleti, nyugati megyéiből. Az 1729-es oklevél már pagus, lakott helynek tünteti fel. 1734. július 30-án Patacsics érsek főpásztori körútja és visitatioja során Mélykútra érkezik. Ez az első komolyabb okirat, amely beletekint a község életébe, ugyanakkor némi utalást is ad a múltra. Megszenteletlen, kb. 50 font súlyú harangja a templom mellett egy törzsön függött. Patrónusa ismeretlen, noha néhány év múlva az akkori földbirtokos, a Grassalkovich család minden vita nélkül vállalta a cím mellett a terheket is. E sárral kevert sövényszerű falú, de nádfödeles és padlás nélküli kápolna a Szentháromság tiszteletére épült. A néphagyomány szerint Szentháromságnak nevezett templom, s ezzel kapcsolatosan a török idők alatti Mélykút a ma ún. Kápolna-hegyen és környékén volt. Az 1728-29-ben újonnan települő község magja a Szent Bertalan-templom volt. A templom a mára eltűnt úgynevezett Öreg-temető helyén volt, a mai Alsó-temetőtől nyugatra. A Czobor család kihalta után 1750-ben birtoka gróf Grassalkovich tulajdonába ment át. Grassalkovich a náddal fedett kápolna helyébe szép templomot emeltetett.
A jelenlegi templom alapját 1761-ben rakták le, ezzel a község új központi magot kapott. Az idők folyamán a fejlődés ehhez alakult, ezért a község régi arculatát teljesen megváltoztatva a maivá alakította át. 1768. július 30-ra lett egészen kész a templom, de a hívek már 1764-től kezdve használták, annál is inkább, mert 1760-tól a szabadkai barátok vezetése alatt újból adminisztratúra lett. A régi templomból ma már csak a torony, a karzat meg a kőfal van meg. A régi oltárszobrok és az oltár egyéb részei a templom kriptájába kerültek. Az oltárképet is újjal cserélték fel: az új oltárképet dr. Zgama Károly plébános festette a budapesti Oberhauer céggel. Az oltárkép Szent Joachimot ábrázolja, térdén a kis Szűz Máriával. Mária a kezében almát tart, s a kép felett a következő felirat olvasható: „Potens in terra erit semen eius.” („Hatalmas lesz a Földön az ő utóda.”) A továbbiakban a község arculatát a templom formálta. Kiemelkedő dombra építették, így alkalmas központ lett. Azzal pedig, hogy északi sarkába a plébánia lakot építették, a déli sarkon pedig a községházát, két pólus keletkezett, melyek a további települőket magukhoz vonzották.
Mélykút 2009. július 1. óta város.

## Sportegyesülete
A Mélykúti Sportegyesület 1950-ben alakult, labdarúgócsapata az NB III-ig jutott, jelenleg futsalcsapata van.[forrás?]
A sportegyesület névváltozásai:
- 1950 Mélykúti TE
- 1950–1951 Mélykúti SzSE
- 1951– Mélykúti DISz
- –2004 Mélykúti Sportegyesület
- 2004–2005 Jánoshalma-Mélykút Kistérségi FC
- 2005- Mélykúti Sportegyesület

## Gazdaság
A Hunent Zrt. víziszárnyas-feldolgozóüzemet épített 2018-ban a településen. A beruházás összköltsége 40 millió euró, közel 12,5 milliárd forint volt. A beruházással 350 új munkahelyet teremtett a vállalkozás.

## Közélete

### Polgármesterei
- 1990–1994: Kiss Csepregi Ákos (független)[7]
- 1994–1998: Kiss Csepregi Ákos (független)[8]
- 1998–2002: Kiss-Csepregi Ákos (független)[9]
- 2002–2006: Gelányi János (Mélykúti Gazdakör)[10]
- 2006–2010: Gelányi János (Fidesz–Gazdakör-MDF)[11]
- 2010–2014: Kovács Tamás (Fidesz–KDNP)[12]
- 2014–2019: Kovács Tamás (Fidesz–KDNP)[13]
- 2019–2024: Kovács Tamás (Fidesz-KDNP)[14]
- 2024– : Kovács Tamás (Fidesz-KDNP)[1]

## Népesség
A település népességének változása:
| Lakosok száma | 5165 | 5014 | 4763 | 4665 | 4667 | 4608 | 4602 |
|               | 2013 | 2014 | 2018 | 2021 | 2022 | 2023 | 2024 |

A 2011-es népszámlálás során a lakosok 88,4%-a magyarnak, 4,1% cigánynak, 0,4% németnek, 0,3% románnak mondta magát (11,6% nem nyilatkozott; a kettős identitások miatt a végösszeg nagyobb lehet 100%-nál). A vallási megoszlás a következő volt: római katolikus 70,9%, református 1,3%, evangélikus 0,1%, görög katolikus 0,1%, izraelita 0,1%, felekezeten kívüli 6,3% (20,3% nem nyilatkozott).
2022-ben a lakosság 91,4%-a vallotta magát magyarnak, 3,3% cigánynak, 1,3% románnak, 0,4% németnek, 0,2% szerbnek, 0,1% horvátnak, 1,2% egyéb, nem hazai nemzetiségűnek (8,3% nem nyilatkozott; a kettős identitások miatt a végösszeg nagyobb lehet 100%-nál). Vallásuk szerint 49% volt római katolikus, 2,6% református, 0,1% evangélikus, 0,4% görög katolikus, 1,6% egyéb keresztény, 0,8% egyéb katolikus, 9,1% felekezeten kívüli (36,1% nem válaszolt).

## Híres emberek
Itt születtek:
- Fenyő Miksa író, a Nyugat alapító főszerkesztője
- Szvetnik Joachim Kossuth-díjas ötvös, restaurátor
- Vörös László (1934–2005) irodalomtörténész, a 'Tiszatáj' főszerkesztője[17]
- dr. Ignácz Ferenc (1964-) lézerfizikus, az SZTE mesteroktatója[18]

Itt éltek:
- Gyermekkorában itt élt, és itt járt általános iskolába Belányi József (1979) költő, slammer, VJ, reklámszövegíró;

## Galéria

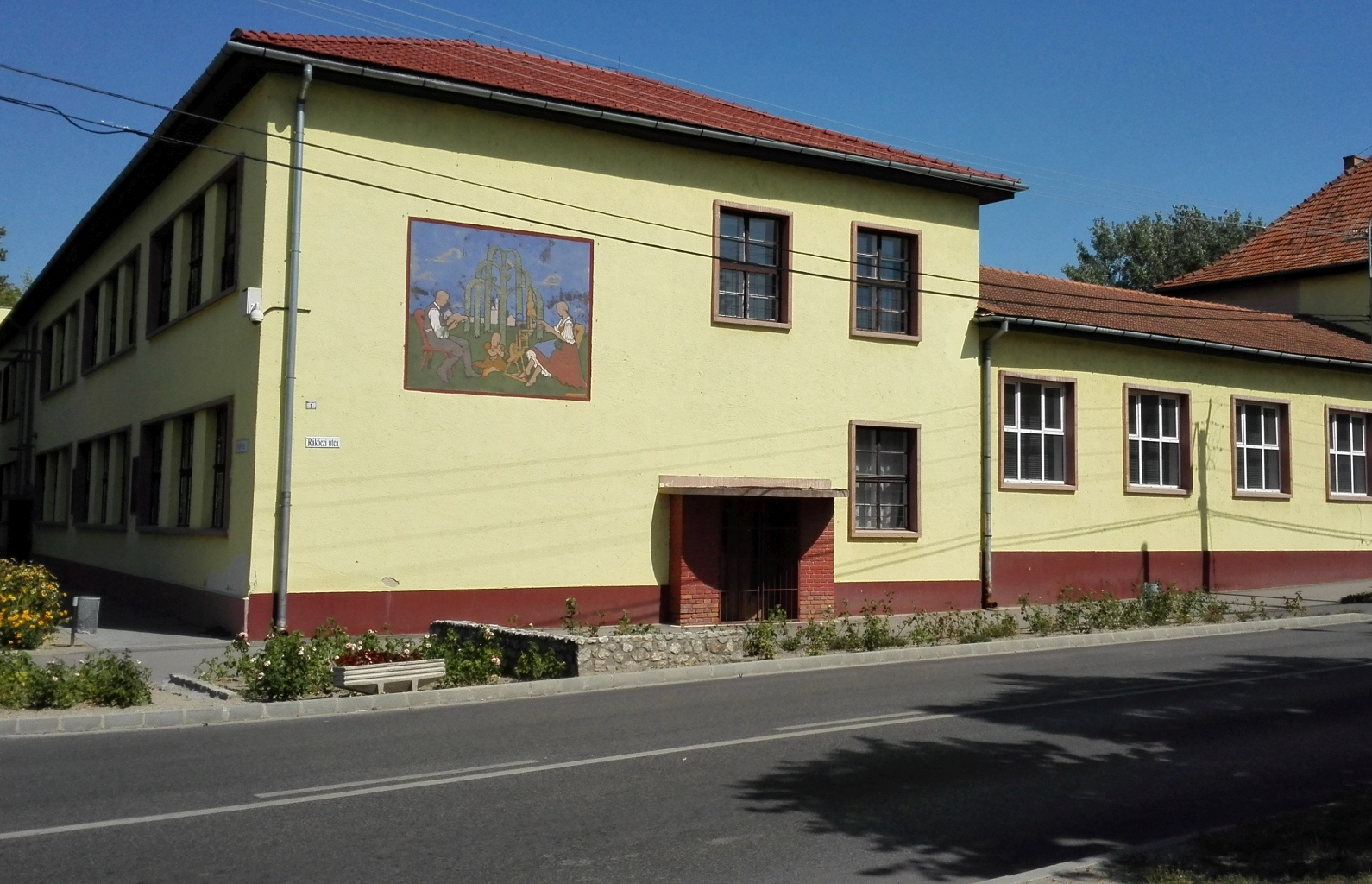
Általános Iskola
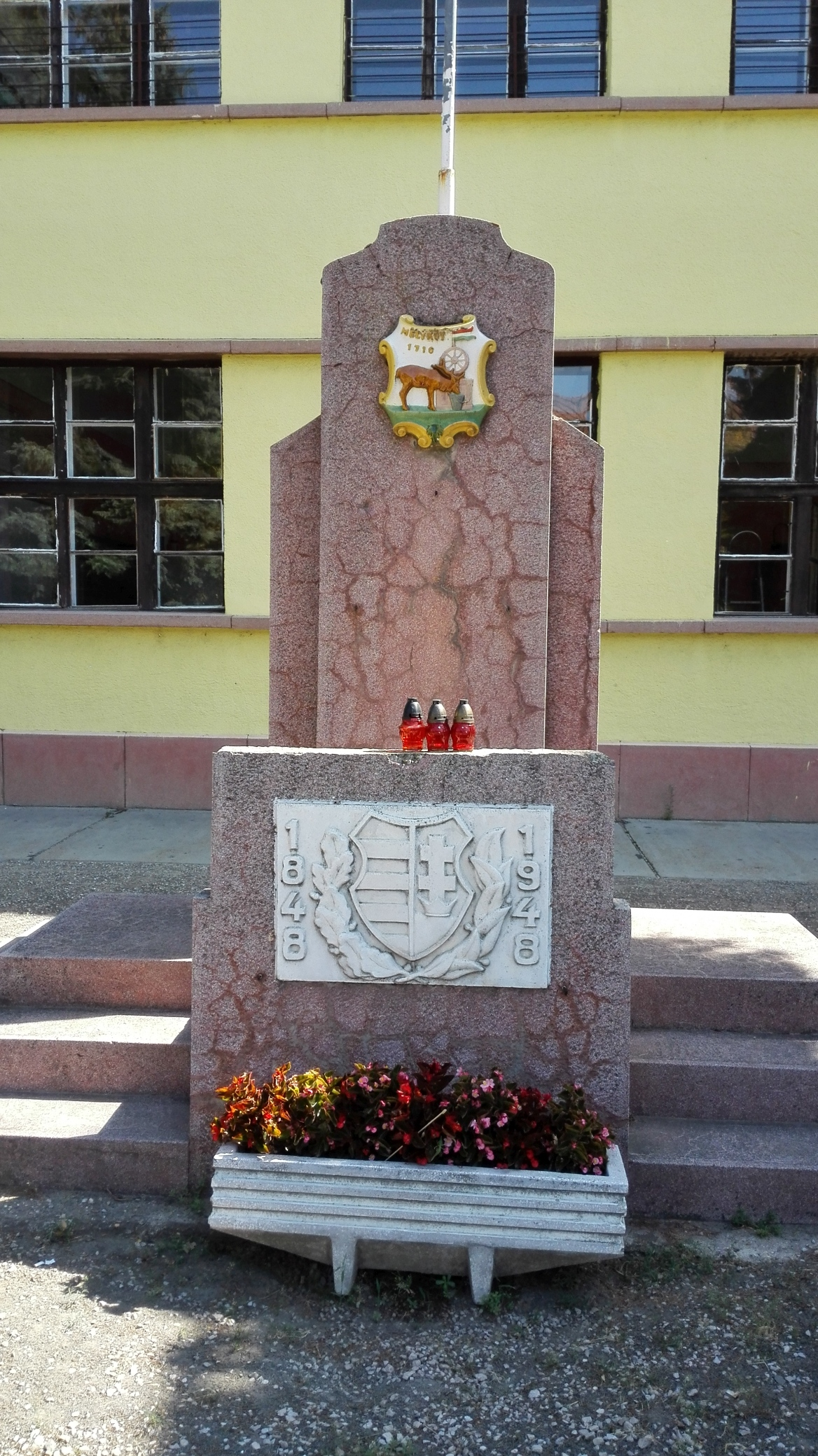
1848-as emlékmű
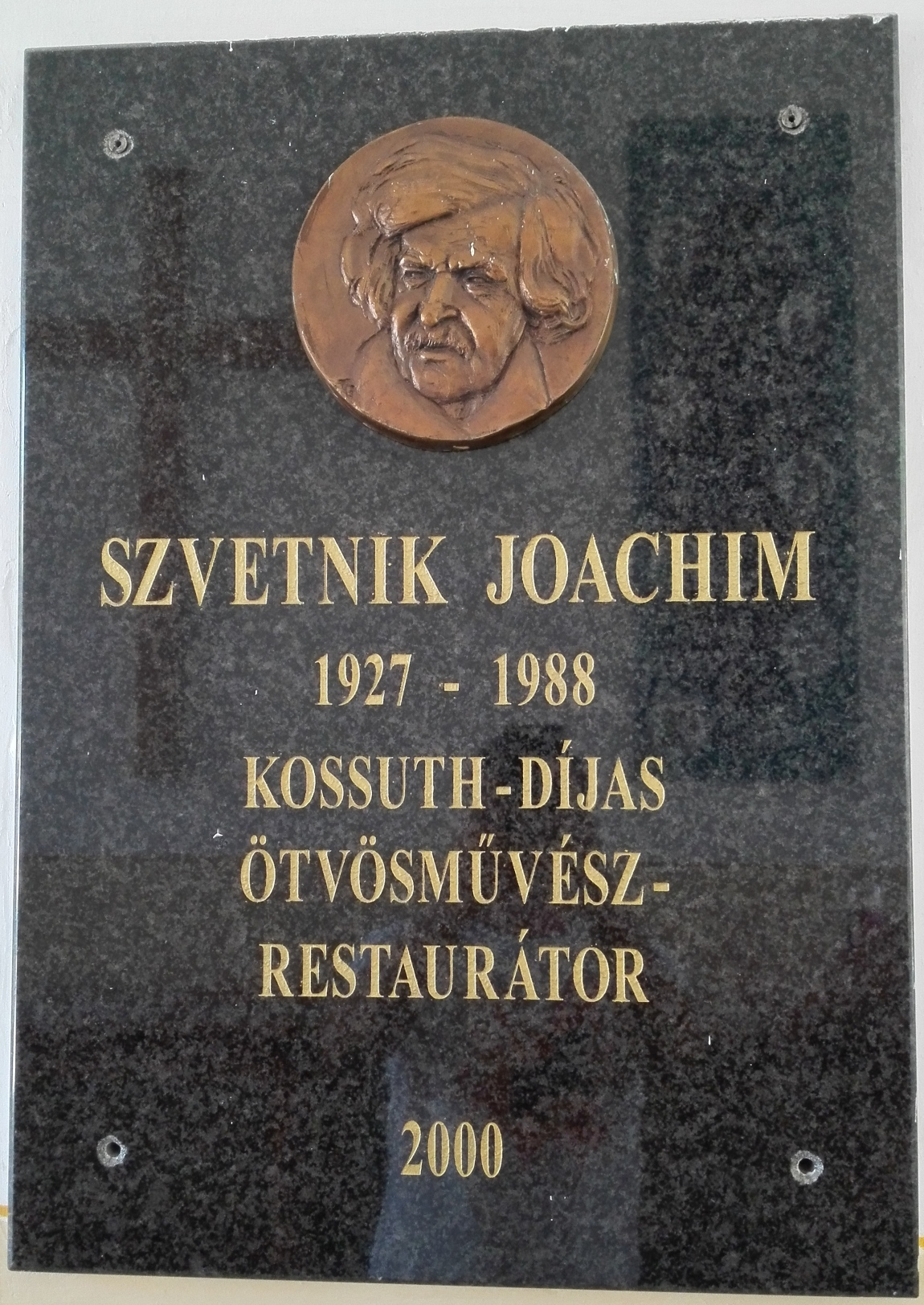
Szvetnik Joachim emléktáblája
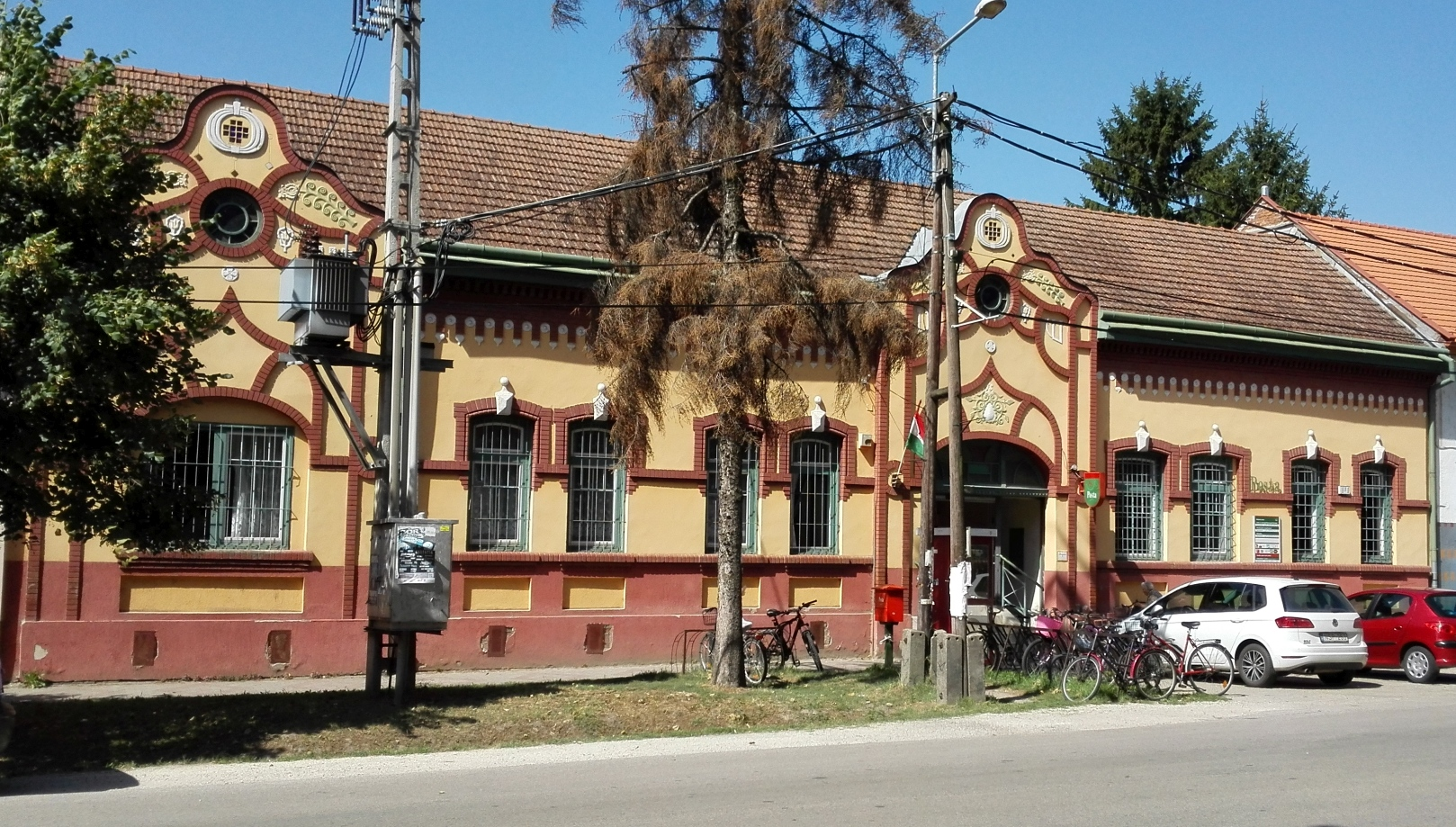
A posta épülete
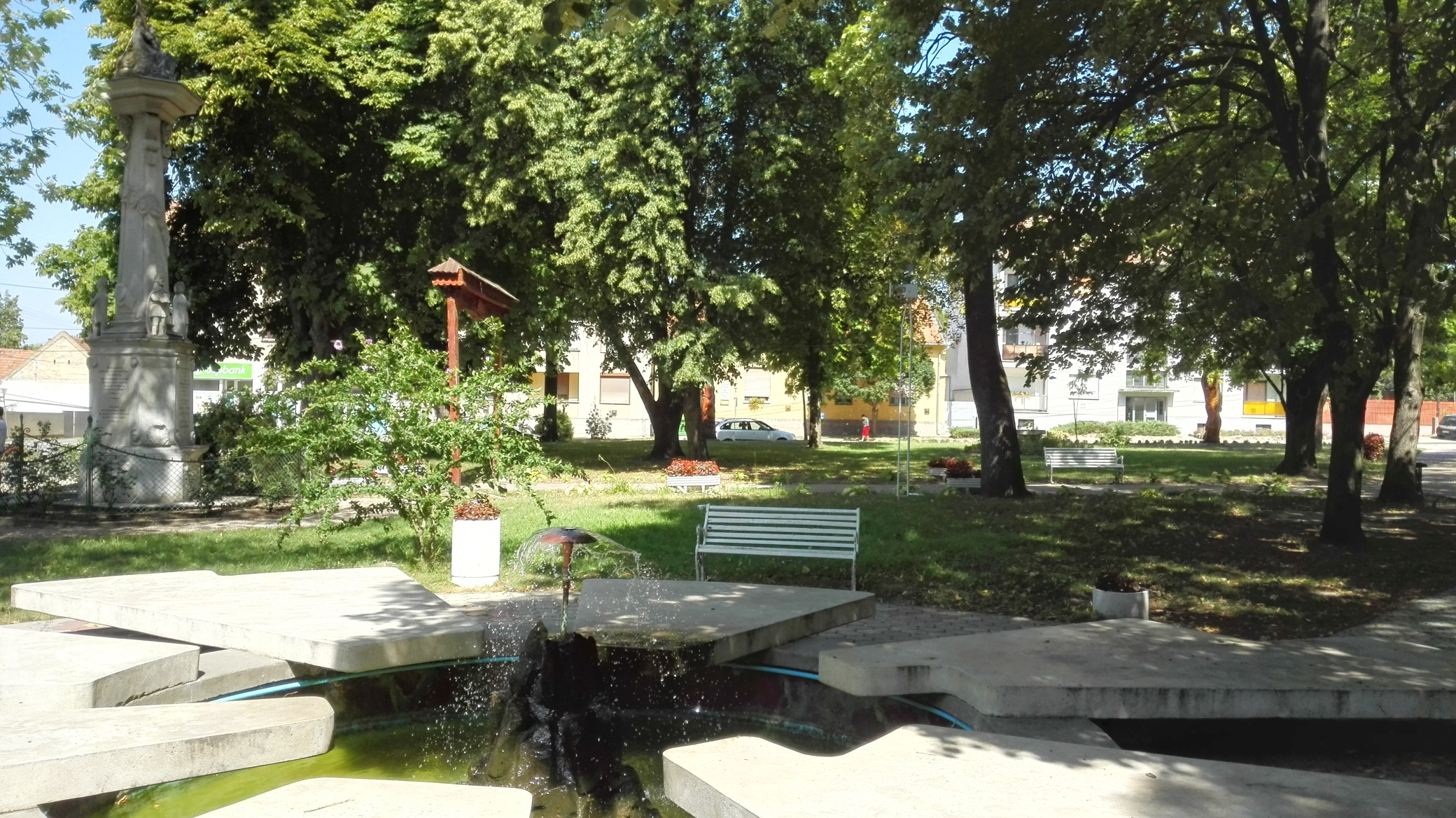
Park Mélykút központjában
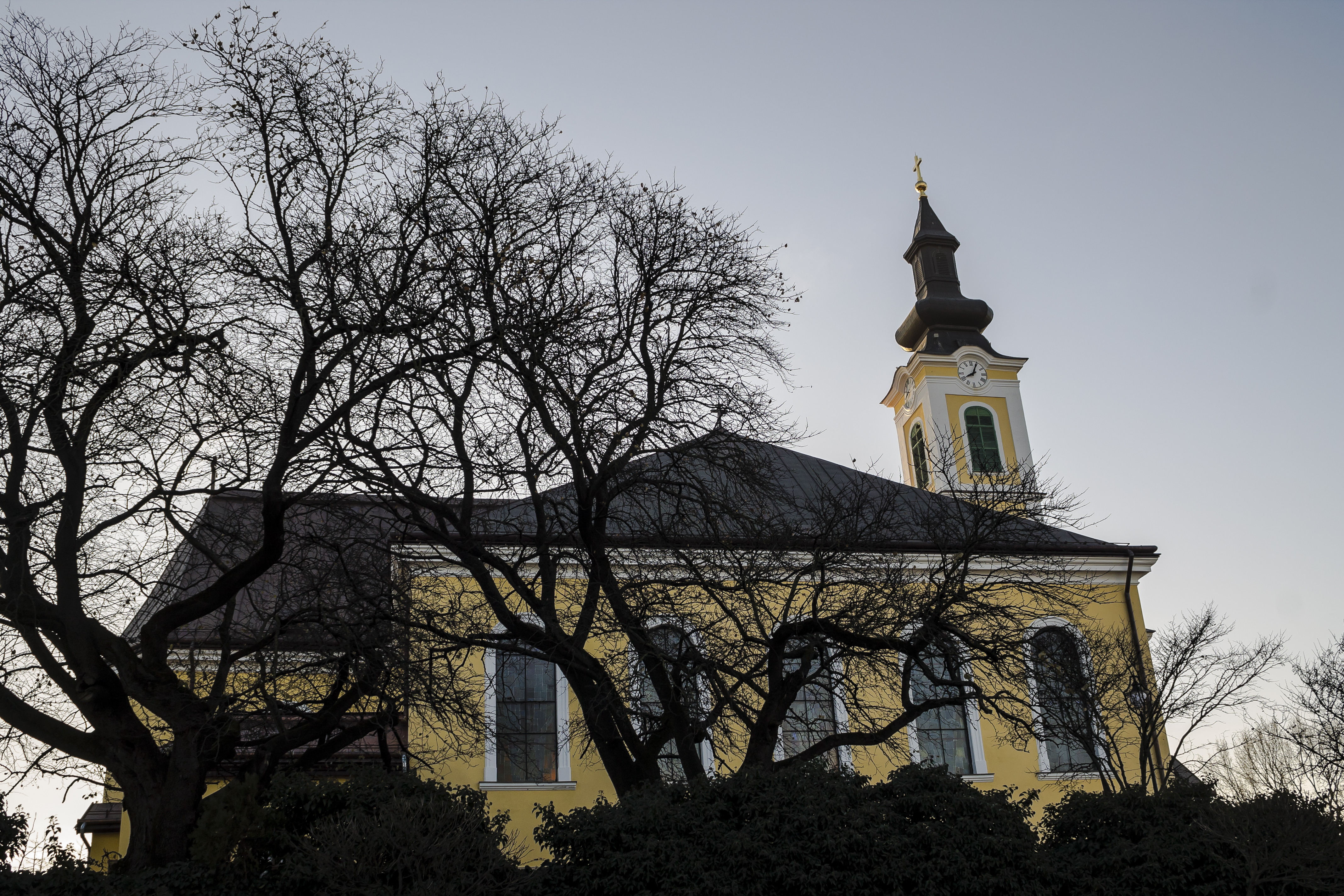
Római katolikus plébánia
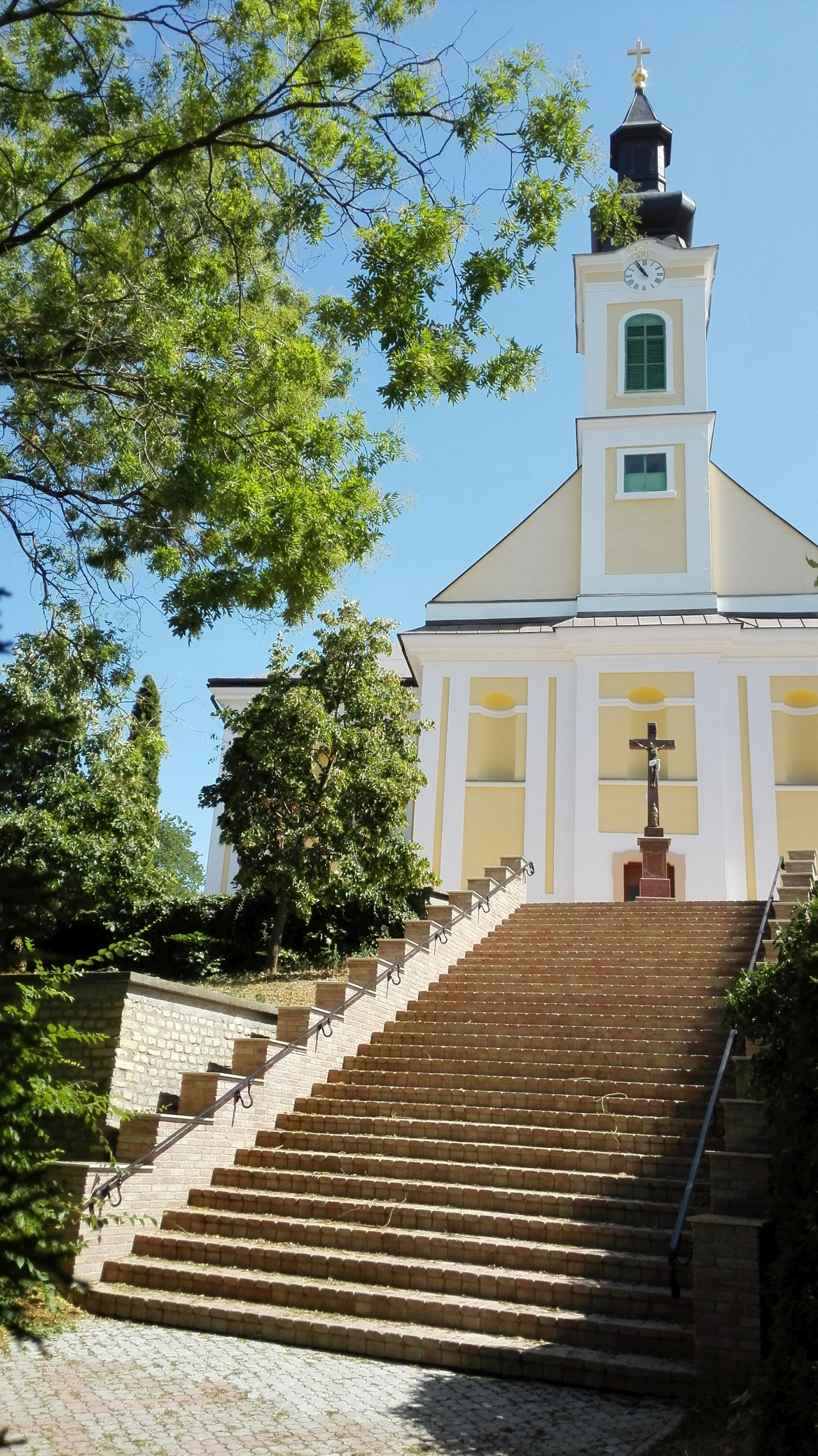
Római katolikus plébánia
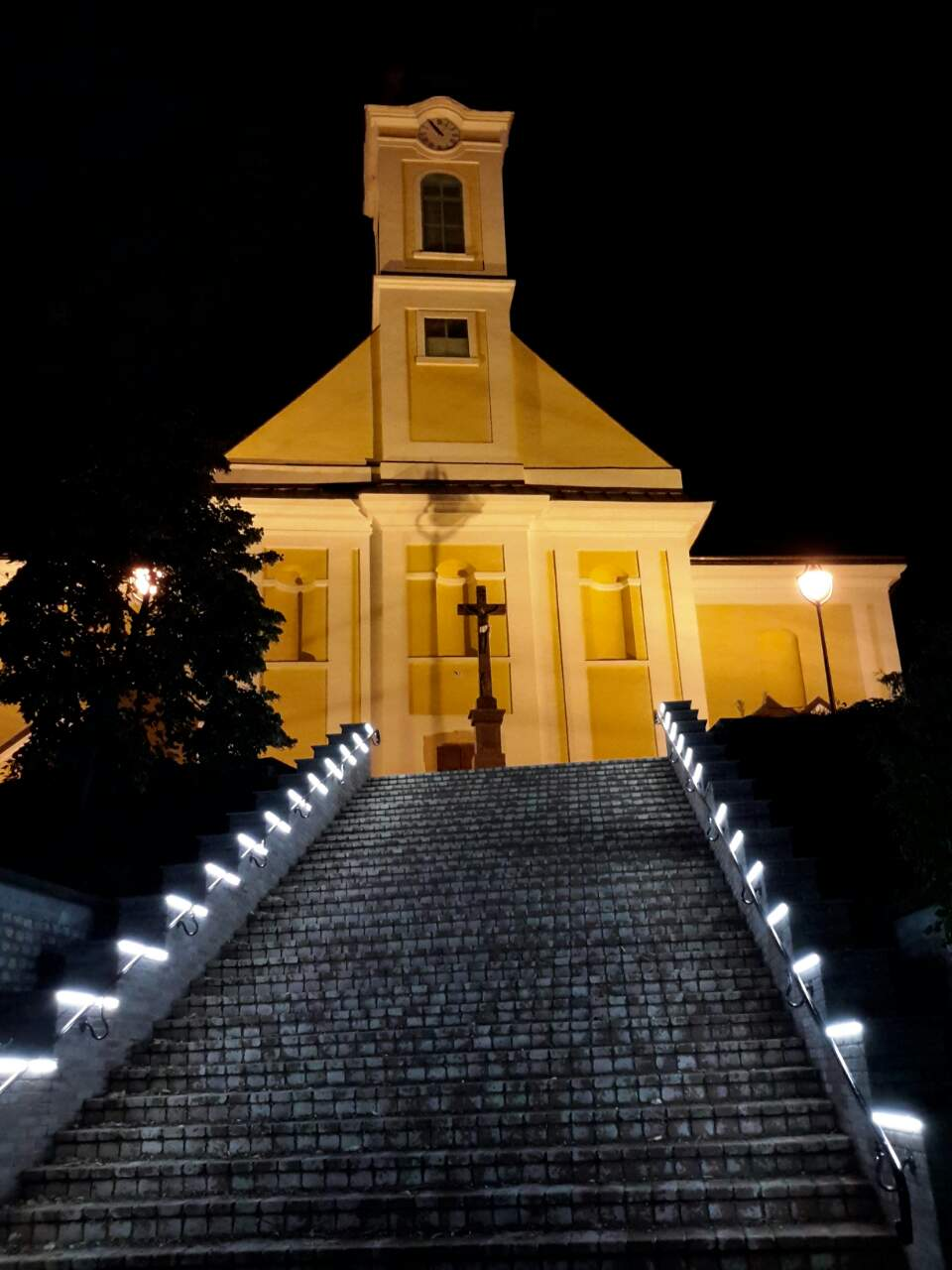
Éjszakai díszkivilágításban
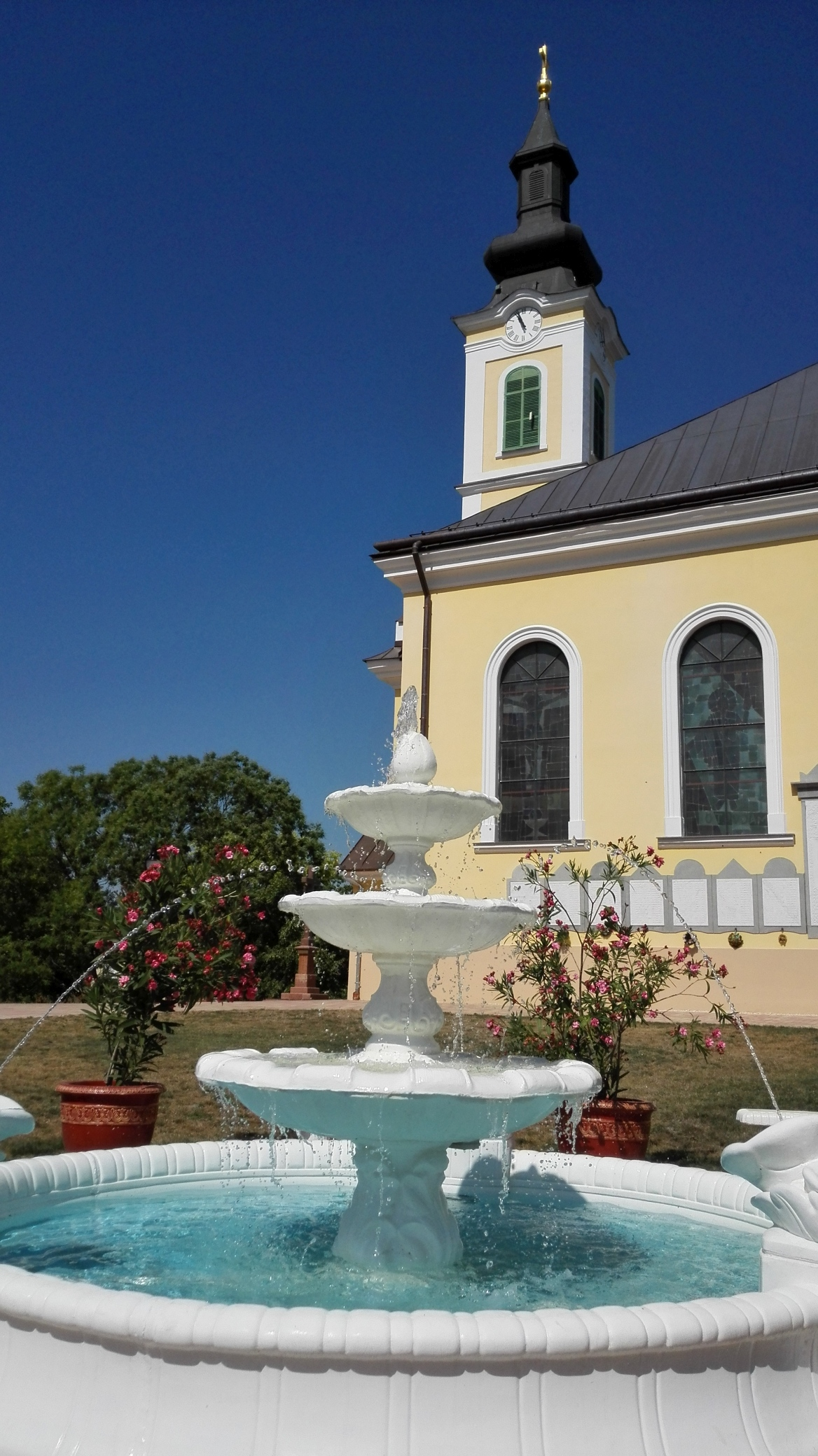
Templomkert
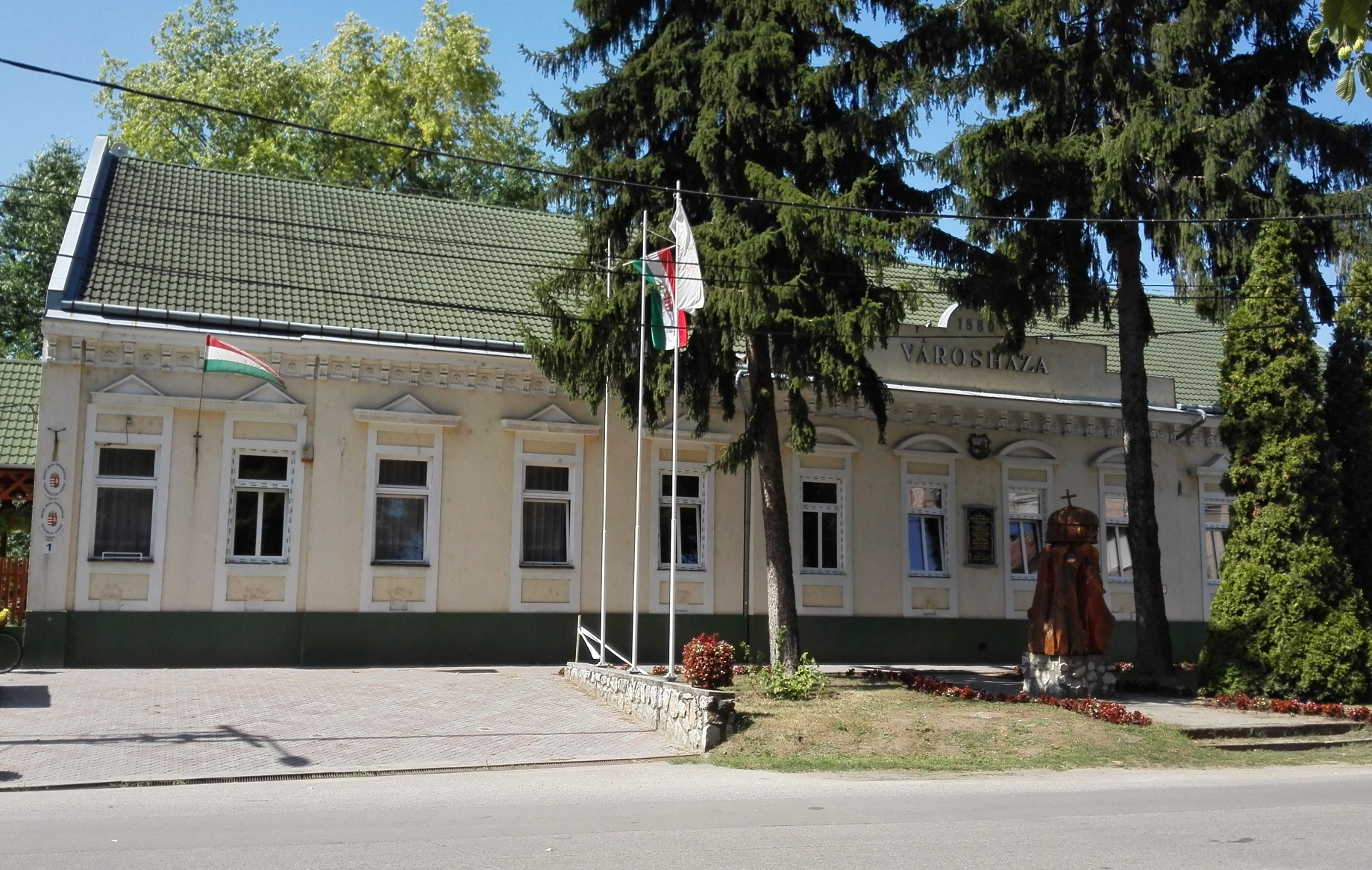
A városháza épülete
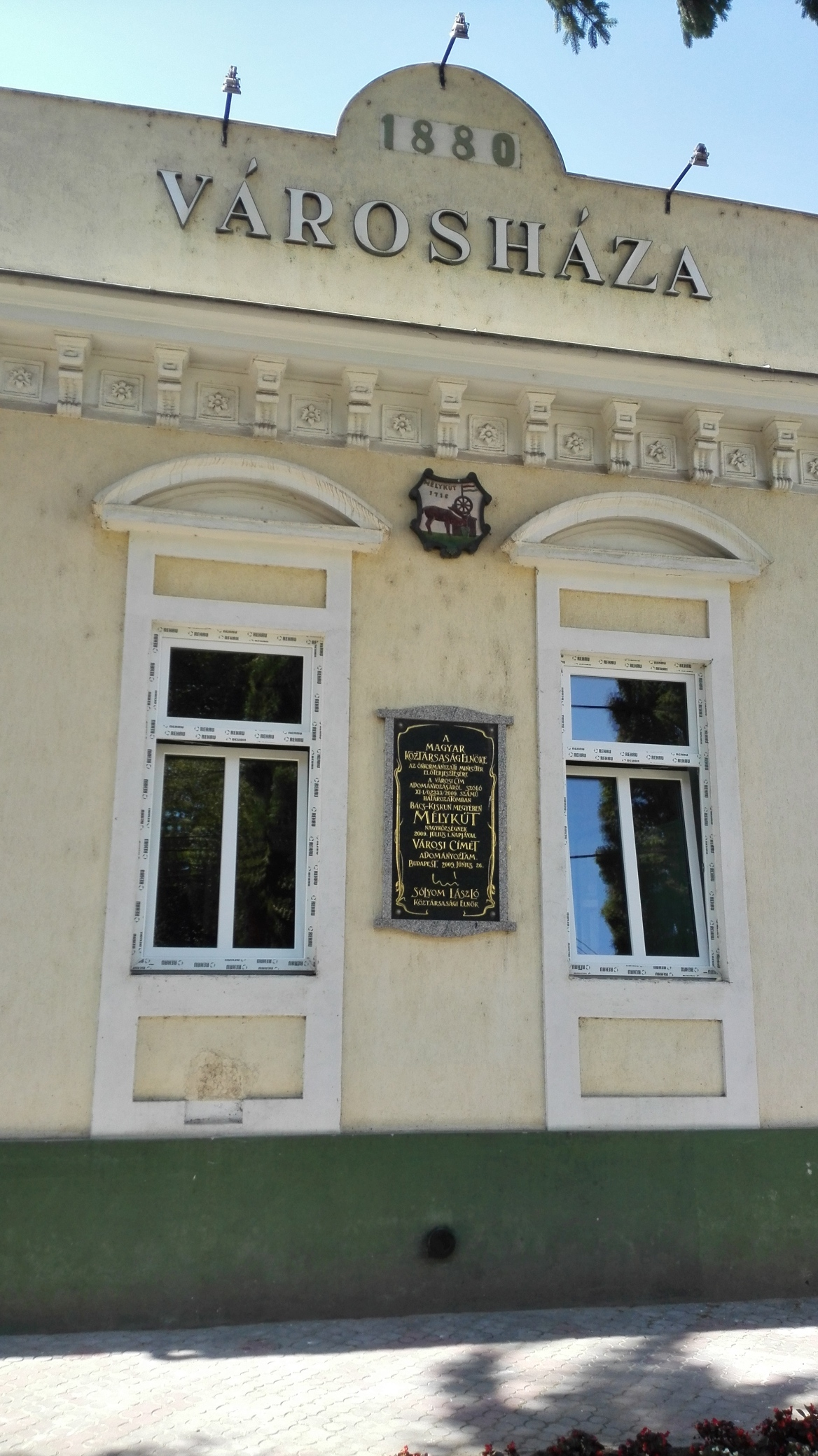
A városháza homlokzata
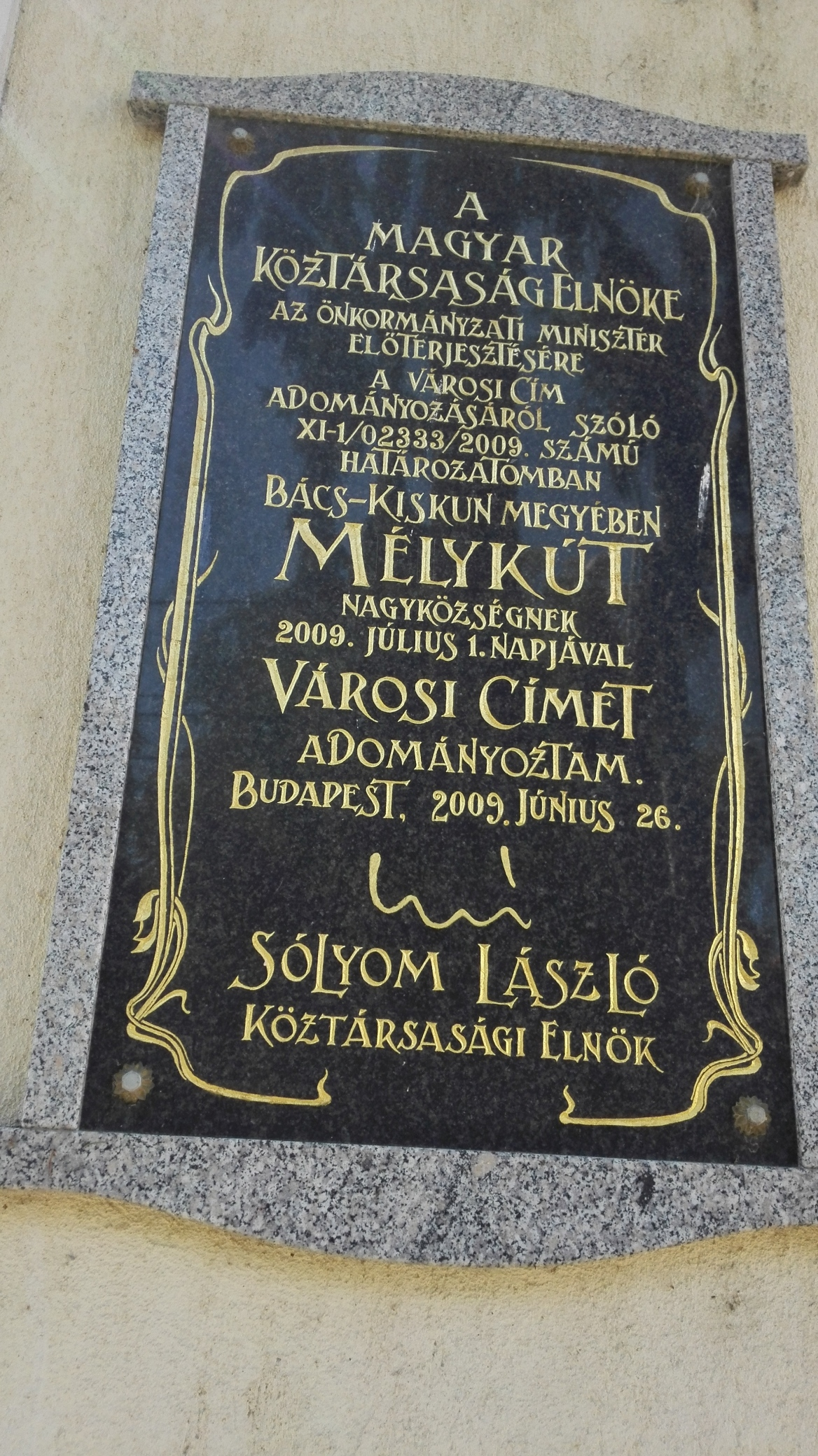
A várossá avatás emléktáblája
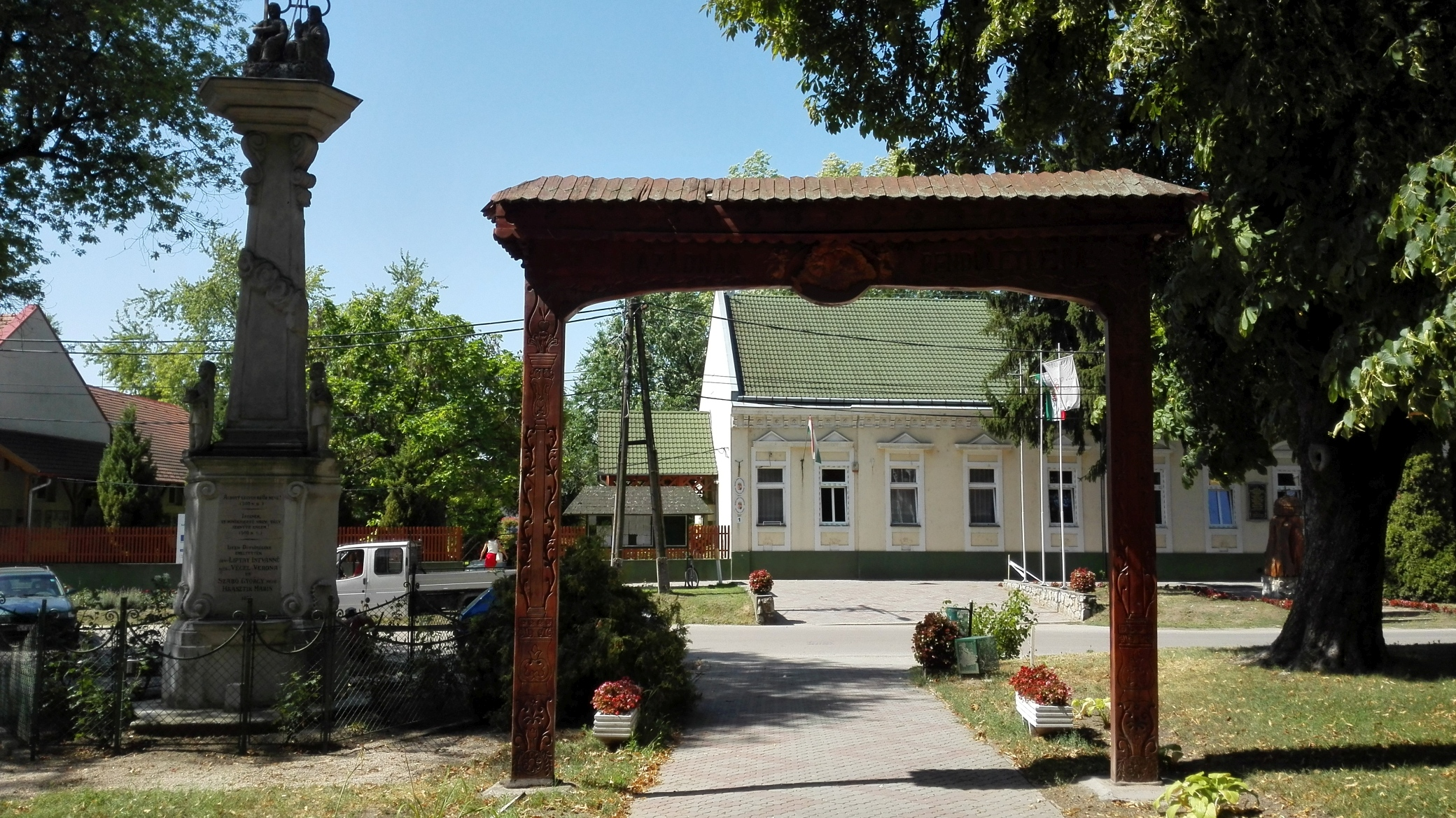
Székelykapu Mélykút központjában

## További információ
- Hivatalos oldal
- Bácska